# Crossroad (Ayumi Hamasaki)
Crossroad è un brano musicale della cantante giapponese Ayumi Hamasaki, pubblicato come suo quarantanovesimo singolo il 22 settembre 2010. È la seconda pubblicazione della Hamasaki di un progetto in tre parti realizzato per celebrare il suo cinquantesimo singolo, L. Il singolo è stato certificato disco d'oro dalla RIAJ, per aver superato le 100 000 copie vendute.

## Tracce
(Seven Days War è una cover di un brano dei TM Network scritto da Mitsuko Komuro.)
CD-Only - Versione A (AVCD-31934)
1. crossroad - 4:52 (Ayumi Hamasaki, Tetsuya Komuro)
2. SEVEN DAYS WAR - 5:01 Original: TM Network
3. blossom (Clockwork Yellow Remix) - 5:54 (Ayumi Hamasaki, Hoshino Yasuhiko)
4. MOON (Orchestra Version) - 4:05 (Ayumi Hamasaki, Hoshino Yasuhiko)
5. crossroad (Instrumental) - 4:52
6. SEVEN DAYS WAR (Instrumental) - 5:01

CD-Only - Versione B (AVCD-31935)
1. crossroad - 4:52 (Ayumi Hamasaki, Tetsuya Komuro)
2. SEVEN DAYS WAR - 5:01 Original: TM Network
3. blossom (Clockwork Yellow Remix) - 5:54 (Ayumi Hamasaki, Hoshino Yasuhiko)
4. blossom (Orchestra version) - 6:16 (Ayumi Hamasaki, Hoshino Yasuhiko)
5. crossroad Instrumental) - 4:52
6. SEVEN DAYS WAR (Instrumental) - 5:01

CD+DVD
CD (AVCD-31933)
1. crossroad - 4:52 (Ayumi Hamasaki, Tetsuya Komuro)
2. SEVEN DAYS WAR - 5:01 Original: TM Network
3. blossom (Clockwork Yellow Remix) - 5:54 (Ayumi Hamasaki, Hoshino Yasuhiko)
4. crossroad (Instrumental) - 4:52
5. SEVEN DAYS WAR (Instrumental) - 5:01

DVD (AVCD-31933B)
1. crossroad" (Video Clip) - 4:53
2. crossroad" (Making Clip) - 3:10
3. blossom" (Video Clip) - 5:26

## Classifiche
| Classifica            | Posizione più alta |
| --------------------- | ------------------ |
| Oricon Weekly singles | 1                  |